# Kyllinga pluristaminea
Kyllinga pluristaminea är en halvgräsart som beskrevs av Ethirajalu Govindarajalu och K. Ramani. Kyllinga pluristaminea ingår i släktet Kyllinga och familjen halvgräs. Inga underarter finns listade i Catalogue of Life.